# تاريخ أوغندا (1962-1971)
يتضمن تاريخ أوغندا الممتد من عام 1962 حتى عام 1971 تاريخ أوغندا من استقلال أوغندا عن المملكة المتحدة إلى صعود الديكتاتور عيدي أمين.
سُميت الدولة الأوغندية رسميًا دولة أوغندا المستقلة بين عامي 1963 و1967، قبل أن تصبح جمهورية أوغندا عند تشريع دستور عام 1967 الذي أنهى النظام السابق لملكية شبه جمهورية انتخابية حيث انتُخب الرئيس من قبل البرلمان من بين خمسة عواهل لا يحظوا بالإجماع.
سيطر نظام ميلتون أوبوتي، وهو أول رئيس وزراء في أوغندا وفي وقت لاحق أصبح رئيسها، على أوغندا المستقلة حديثًا خلال هذه الفترة، الذي عاد بعد أن عزله أمين إلى السلطة في ثمانينيات القرن العشرين.

## الانتقال إلى الاستقلال
كانت أوغندا تقترب من الاستقلال خلافًا لمعظم الأراضي الاستعمارية الأخرى حيث نُظمت الأحزاب السياسية لفرض الحكم الذاتي أو الاستقلال عن الحكومة الاستعمارية. في أوغندا، كانت هناك بعض المطالب من أجل مزيد من الحكم الذاتي، ولكن عُبر عن هذه الطلبات في الغالب من قبل القوميات المحلية المحيطة بالممالك الخمس المكونة للمستعمرة. كان الاستثناء الوحيد الكونغرس الوطني الأوغندي طويل الأمد، القائم على حزب المؤتمر الوطني الهندي.
انقسمت أوغندا بشكل كبير على أسس وطنية ودينية وإثنية. كانت الانقسامات الوطنية الأكثر وضوحًا. سيطر بوغندا على البلاد، ما أثار انزعاج الممالك الأربعة الأخرى. شعرت مملكة بونيورو بالضرر الشديد لأنها ُحرمت من «مقاطعاتها المفقودة» عندما أصبحت أوغندا محمية بريطانية.
تطورت الانقسامات الدينية العميقة. اعتنقت النخبة الداعمة والمرتبطة ببريطانيا إلى حد كبير البروتستانتية. كان غالبية السكان من الكاثوليك واستُبعدوا من السلطة من قبل البروتستانت. كانت الانقسامات الإثنية بنفس القدر من الأهمية. في ظل البريطانيين، نُفذ النشاط الاقتصادي في أوغندا في الغالب من قبل مجموعة كبيرة من المهاجرين الهنود الذين أداروا العديد من الشركات وشكلوا غالبية تجار المستعمرة. علاوة على ذلك، كان هناك فجوة طويلة الأمد بين النيلي في الشمال والبانتو في جنوب البلاد.
عند الاستقلال، نمت ثلاثة أحزاب. مثّل الحزب الديمقراطي (دي بّي)، على غرار الديمقراطيين المسيحيين في ألمانيا، السكان الكاثوليك. كان الكونغرس الوطني الأوغندي (يو بّي سي) مدعومًا بشكل رئيسي من قبل مجموعات من الأجزاء الشمالية والغربية. كان الكاباكا يكا (كي واي) (وتعني «الملك فقط») حزبًا قوميًا في بوغندا. في فترة ما قبل الاستقلال، فاز الحزب الديمقراطي، بشكل مدهش، بأكبر عدد من المقاعد، ولكن ليس بالأغلبية. اتحد الكونغرس الوطني الأوغندي وكاباكا يكا في تشكيل الحكومة، مع استثناء الحزب الديمقراطي. عند الاستقلال أصبح ميلتون أوبوتي، زعيم الكونغرس الوطني الأوغندي، وأول رئيس وزراء للأمة.

## منافسة عيدي أمين
بدا أوبوتي غير متأكد بشكل خاص في الجيش بعد أن قتل منافس أمين الوحيد بين كبار ضباط الجيش، العميد أكاب أوكويا، في وقت مبكر من عام 1970. (شجع أمين في وقت لاحق الرجل الذي يشاع أنه وظف قاتل أوكويا.) حصلت محاولة ثانية لقتل أوبوتي عندما تعرض موكبه لكمين في وقت لاحق من ذلك العام، لكن سيارة نائب الرئيس كانت مثقوبة بالرصاص عن طريق الخطأ. بدأ أوبوتي بتوظيف المزيد من الأتشولي وقوات لانجي، وسارع بترقيتهم لمواجهة الأعداد الكبيرة من الجنود من منزل أمين، الذي كان يعرف آنذاك باسم منطقة غرب النيل. وسع أوبوتي أيضًا القوة الخاصة شبه العسكرية كثقل موازن للجيش.
عاين أمين في بعض الأحيان قواته وهو يرتدي قميصًا رياضيًا ضخمًا عليه وجه أوبوتي من الأمام والخلف، ليظهر احتجاجه على ولائه. ولكن في أكتوبر 1970، وُضع أمين قيد الإقامة الجبرية المؤقتة بينما بحث المحققون في نفقات جيشه، والتي قيل إنها تجاوزت عدة ملايين من الدولارات من الميزانية. تمثلت التهمة الأخرى الموجهة إلى أمين في أنه استمر في مساعدة متمردي الأنيانيا في جنوب السودان في معارضة نظام جعفر النميري حتى بعد أن حول أوبوتي دعمه من الأنيانيا إلى نيميري. أثار هذا التحول في السياسة الخارجية سخط إسرائيل، التي كانت تمد متمردي الأنيانيا بالمستلزمات. كان أمين صديقًا مقربًا للعديد من المستشارين العسكريين الإسرائيليين الذين كانوا في أوغندا للمساعدة في تدريب الجيش الأوغندي، وكان ودورهم النهائي في مساعدة أمين للإطاحة بأوبوتي موضوع جدل مستمر.